# جيسيكا كانيزاليس
جيسيكا كانيزاليس (بالإنجليزية: Jessica Canizales) (من مواليد 30 يوليو 1979) عارضة برازيلية أمريكية وفازت أيضًا بجائزة ملكة جمال ميامي بيتش في عام 2006 ، وملكة جمال الكبرى في عام 2005 ، وموضوع ملكة جمال هاواي في سبتمبر 2003. كانت زميلة اللعب في يناير 2007 للطبعة المكسيكية من مجلة بلاي بوي وعارضة بلاي بوي بلايمنت في مايو 2008 للطبعة الكولومبية.

## روابط خارجية
- Jessica Canizales[وصلة مكسورة] at playboywiki
- JessicaCanizalesVIP.com
- جيسيكا كانيزاليس على إنستغرام